# Campionati europei di sci alpinismo 2012
I Campionati europei di sci alpinismo 2012 sono stati la 6ª edizione della competizione continentale di sci alpinismo. Si sono svolti dal 4 al 10 febbraio 2012 a Pelvoux, in Francia. 

## Podi

### Maschili
| Evento         | Oro                                                                    | Argento                                                                           | Bronzo                                                                   |
| Individuale    | William Bon Mardion                                                    | Kílian Jornet Burgada                                                             | Martin Anthamatten                                                       |
| Vertical       | Kílian Jornet Burgada                                                  | Yannick Buffet                                                                    | Martin Anthamatten                                                       |
| Combinata      | Kílian Jornet Burgada                                                  | Martin Anthamatten                                                                | Manfred Reichegger                                                       |
| Sprint         | Josef Rottmoser                                                        | Robert Antonioli                                                                  | Marcel Marti                                                             |
| Gara a squadre | Italia Manfred Reichegger Lorenzo Holzknecht                           | Francia Yannick Buffet Mathéo Jacquemoud                                          | Svizzera Martin Anthamatten Yannick Ecoeur                               |
| Staffetta      | Svizzera Martin Anthamatten Marcel Theux Yannick Ecoeur Alan Tissières | Francia Alexis Sévennec-Verdier Valentin Favre Yannick Buffet William Bon Mardion | Italia Matteo Eydallin Damiano Lenzi Manfred Reichegger Robert Antonioli |

### Femminili
| Evento         | Oro                                                            | Argento                                                      | Bronzo                                                      |
| Individuale    | Laëtitia Roux                                                  | Mireia Miró Varela                                           | Séverine Pont-Combe                                         |
| Vertical       | Laëtitia Roux                                                  | Mireia Miró Varela                                           | Gemma Arró Ribot                                            |
| Combinata      | Séverine Pont-Combe                                            | Mireia Miró Varela                                           | Laëtitia Roux                                               |
| Sprint         | Mireille Richard                                               | Séverine Pont-Combe                                          | Anna Figura                                                 |
| Gara a squadre | Svizzera Séverine Pont-Combe Marie Troillet                    | Spagna Gemma Arró Ribot Mireia Miró Varela                   | Svizzera Emilie Gex-Fabry Maude Mathys                      |
| Staffetta      | Svizzera Séverine Pont-Combe Emilie Gex-Fabry Mireille Richard | Spagna Marta Riba Carlos Gemma Arró Ribot Mireia Miró Varela | Italia Gloriana Pellissier Elena Nicolini Martina Valmassoi |

## Medagliere
| Posiz. | Nazione  | Oro | Argento | Bronzo | Totale |
| ------ | -------- | --- | ------- | ------ | ------ |
| 1      | Svizzera | 5   | 2       | 6      | 13     |
| 2      | Francia  | 3   | 3       | 1      | 7      |
| 3      | Spagna   | 2   | 6       | 1      | 9      |
| 4      | Italia   | 1   | 1       | 3      | 5      |
| 5      | Germania | 1   | 0       | 0      | 1      |
| 6      | Polonia  | 0   | 0       | 1      | 1      |
| Totale | Totale   | 12  | 12      | 12     | 36     |